# Прапор Жилінського краю

Прапор Жилінського краю (співвідношення 2:3)

Прапор Жилінського краю, регіону Словаччини, як і чотири з семи інших словацьких регіональних прапорів, складається з чотирьох кольорових областей, причому дві ліві квадратні, а дві праві вдвічі ширші за ліві, прямокутні. Кольори прапора краю: жовтий (верхній ліворуч), синій (верхній правору), зелений (нижній ліворуч) і червоний (нижній праворуч).
Чотири кольори прапора можна розглядати як регіональні кольори та походять від регіонального герба. Цей регіональний герб складається з чотирьох чвертей, кожна з яких містить центральний елемент історичного герба. Прапор був прийнятий 20 травня 2002 року.